# 10515 Олд Джо
10515 Олд Джо (10515 Old Joe) — астероїд головного поясу, відкритий 31 жовтня 1989 року.
Тіссеранів параметр щодо Юпітера — 3,376.